# منیل هاوایی
منیل هاوایی (به انگلیسی: Manele) یک منطقهٔ مسکونی در ایالات متحده آمریکا است که در شهرستان ماویی، هاوایی واقع شده‌است. منیل هاوایی ۵٫۱۸ کیلومتر مربع مساحت و ۲۹ نفر جمعیت دارد.